# Lužany (Ucraina)
Lužany (in ucraino Лужани?) è un insediamento di tipo urbano (селище міського типу) dell'Ucraina, situato nell'oblast' di Černivci.